# Ribulóz
A 
d-ribulóz, vagy más néven 
d-eritro-pentulóz egy monoszacharid. A ketopentózok közé tartozik, tehát öt szénatomos és a molekulájában ketocsoportot tartalmaz. A összegképlete C5H10O5. Biológiai szempontból jelentős, mert foszforsavészterei szerepet játszanak egyes anyagcsere-folyamatokban, például a fotoszintézis során a Calvin-ciklusban.

## Tulajdonságai
A 
d-ribulóz nem kristályosítható vegyület, ezért szirup formájában kerül forgalomba.

## Biológiai jelentősége
A 
d-ribulóz foszforsavval alkotott észterei köztes termékek több fontos biokémiai folyamatban. A Calvin-ciklusban, a fotoszintézis egyik szakaszában a szén-dioxidot a ribulóz egyik származéka, a ribulóz 1,5-biszfoszfát köti meg. A ribulóz-5-foszfát a pentóz-foszfát-útvonal közbülső terméke is.

## Előállítása
A 
d-ribulóz szintetikusan is előállítható 
d-arabinózból piridinnel végzett izomerizációval. Ez a reakció a glükóz → fruktóz átalakuláshoz hasonló.